# Harold Lockwood
Harold A. Lockwood (12 de abril de 1887 - 19 de octubre de 1918) fue un actor cinematográfico de nacionalidad estadounidense, una de las más populares estrellas del cine mudo de la década de 1910.

## Biografía
Nacido en Newark (Nueva Jersey), trabajó frecuentemente con la actriz May Allison, componiendo ambos la que posiblemente fuera la primera pareja romántica y popular en la gran pantalla. Así, ambos actuaron en el film dirigido por Allan Dwan David Harum, trabajando en un total de unas 23 cintas en los años coincidentes con la Primera Guerra Mundial. A pesar de ello, ambos no mantuvieron nunca una relación sentimental.
Lockwood formó también parte del elenco de estrellas de la película de 1916 de D.W. Griffith Intolerancia, compartiendo cartel con Lillian Gish, Robert Harron, Mae Marsh, Douglas Fairbanks, Sam De Grasse, Wallace Reid, Mildred Harris y Carol Dempster.
Harold Lockwood falleció el 19 de octubre de 1918 en la ciudad de Nueva York, a causa de la gripe española. Tenía 31 años de edad. Fue enterrado en el Cementerio Woodlawn, en el Bronx, Nueva York.
Su hijo, Harold Lockwood, Jr. (nacido en 1908) también fue actor, actuando en el cine mudo y en el sonoro.

## Selección de su filmografía

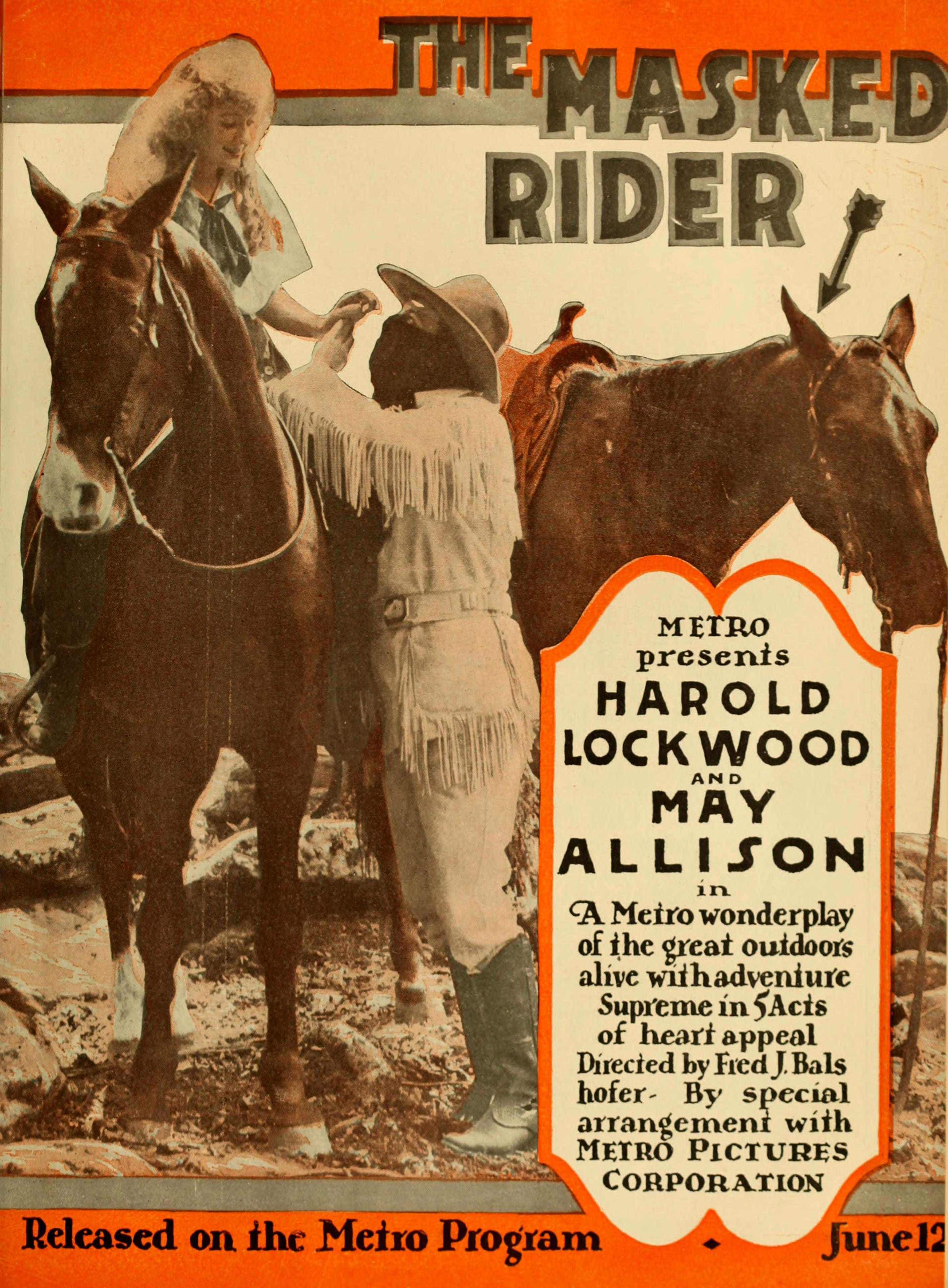
The Masked Rider (1916)

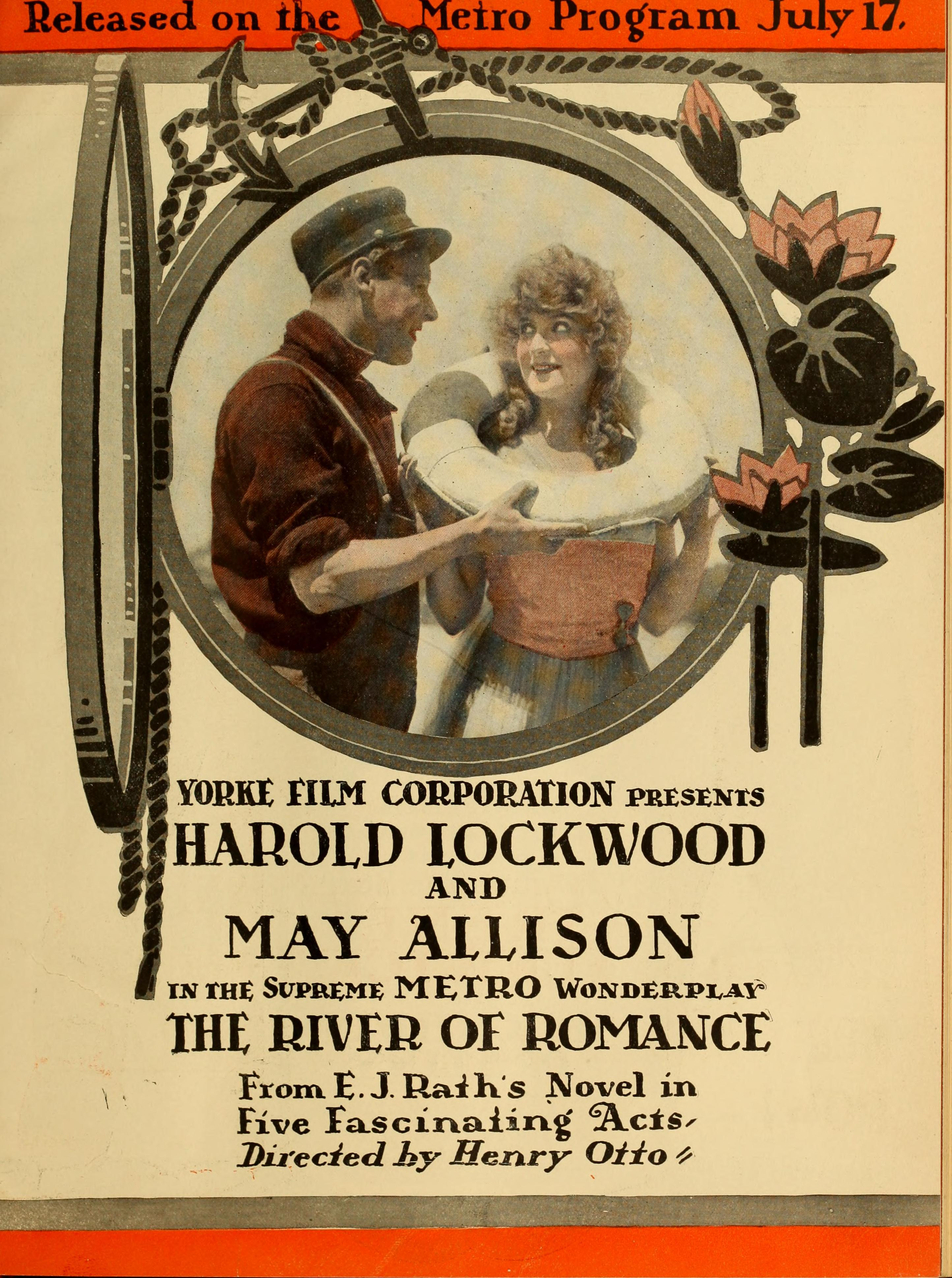
The River of Romance (1916)

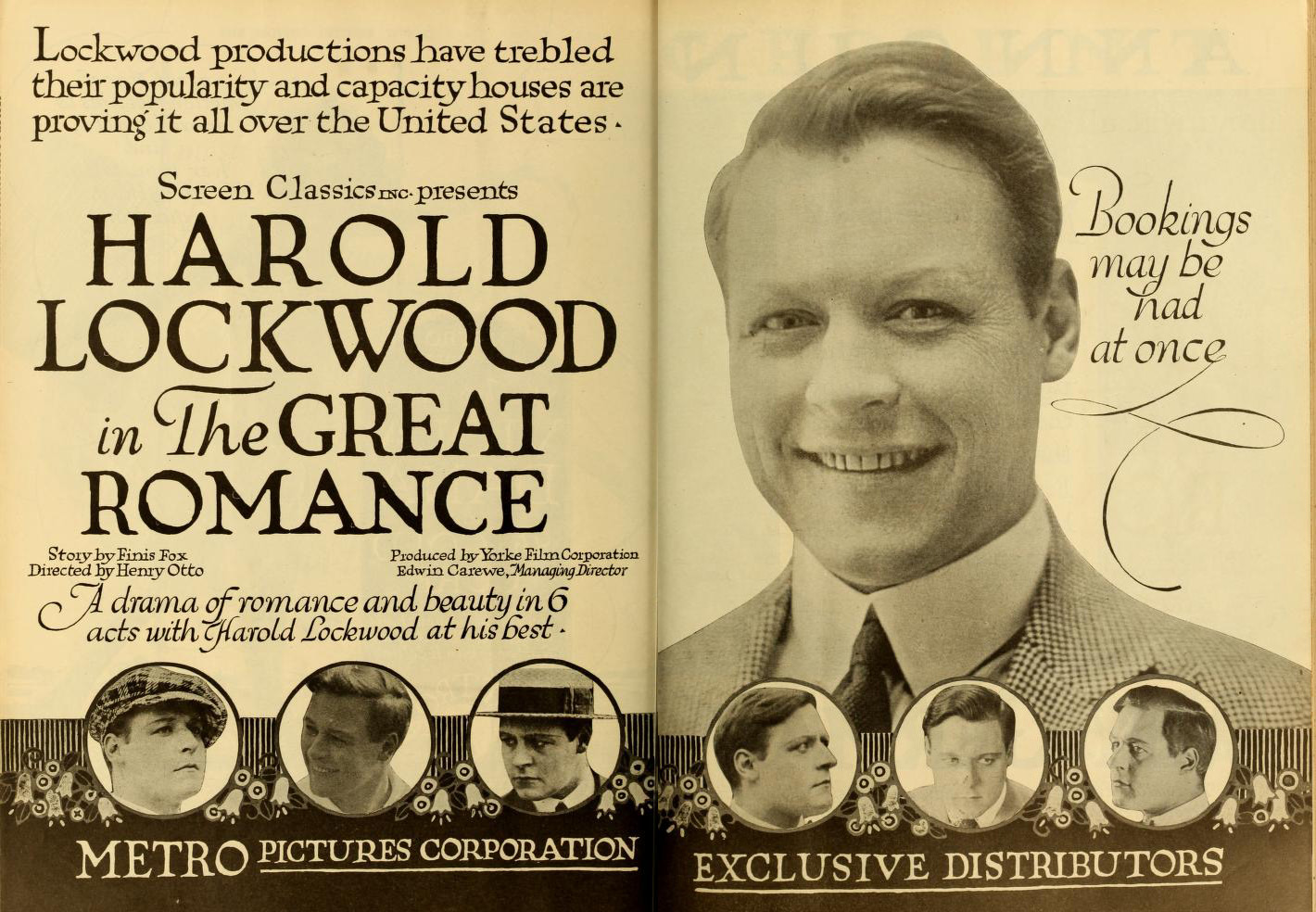
The Great Romance (1919)

- Hearts Adrift (1914)
- Tess of the Storm Country (1914)
- The Unwelcome Mrs. Hatch (1914)
- Such a Little Queen (1914)
- Wildflower (1914)
- The Man from Mexico (1914)
- David Harum (1915)
- The Great Question (1915)
- The Buzzard's Shadow (1915)
- Are You a Mason? (1915)
- Jim the Penman (1915)
- Intolerancia (1916)
- The Gamble (1916)
- The Man in the Sombrero (1916)
- The Other Side of the Door (1916)
- The Broken Cross (1916)
- Lillo of the Sulu Seas
- The Secret Wire (1916)
- Broadway Bill (1918)